# 龍虎風雲
《龍虎風雲》是1987年上映的香港警匪片，由周潤發、李修賢、孫越主演，為導演林嶺東「風雲三部曲」系列電影的第一部。劇情講述臥底警察高秋在面對職責、道義及愛情之間的抉擇。本作於1992年被美國導演昆汀·塔倫提諾改編成電影《落水狗》。
本片榮獲第7屆香港電影金像獎最佳導演及最佳男主角（周潤發）。在2005年，獲香港電影金像獎協會票選為「最佳華語片一百部」之一。

## 劇情
高秋（周潤發飾）為警方卧底，對經常需要出賣身邊的人感到厭惡而準備辭職，打算與女友（吳家麗飾）結婚。督察劉定光（孫越 飾）為高之上司，其卧底爛命華（徐錦江飾）在調查一班珠寶劫匪時被殺，於是勸高秋為其作最後一次卧底，但高秋只答應幹到賣槍給劫匪為止。後來高秋成功滲透阿虎（李修賢飾）的匪幫，但因是次卧底之事與女友再度交惡，終致女友離開香港，飛到夏威夷。因為劉督察與隊中對頭John陳（張耀揚飾）長期不和，而John陳急於立功爭取升職，終致高秋不但無法幹到交槍為止，還要幹到與匪幫一同行動。最後高秋在警匪槍戰中中彈殉職，死前向阿虎透露他本身是卧底。

## 演員
| 演員   | 角色        | 粵語配音 |
| 周潤發 | 高秋        |          |
| 李修賢 | 阿虎        |          |
| 孫越   | 劉定光      | 張炳強   |
| 吳家麗 | 阿紅        | 龍寶鈿   |
| 張耀揚 | 陳莊信 John | 梁政平   |
| 劉江   | 周警司      |          |
| 黃栢文 | 劉督察下屬  | 黃志成   |
| 黃光亮 | John 陳下屬 |          |
| 楊劍文 | John 陳下屬 |          |
| 方野   | 南哥        | 黃志成   |
| 朱繼生 | 阿 Joe      |          |
| 陳志輝 | 大喪        |          |
| 韓坤   | 阿標        |          |
| 沈西城 | 排骨        | 關子棟   |
| 徐錦江 | 爛命華      | 陳欣     |
| 鄭孟霞 | 秋的外婆    | 陶碧儀   |
| 周寶珊 | Rosa        | 盧素娟   |
| 陳炫達 | 曹公子      | 林保全   |

## 電影歌曲
| 曲別   | 歌曲           | 作曲     | 作詞             | 演唱          |
| ------ | -------------- | -------- | ---------------- | ------------- |
| 主題曲 | 〈要爭取快樂〉 | 泰迪羅賓 | 泰迪羅賓、林敏驄 | Maria Cordero |

## 獎項
| 年份 | 頒獎典禮            | 獎項             | 名字                                                                     | 結果              |
| ---- | ------------------- | ---------------- | ------------------------------------------------------------------------ | ----------------- |
| 1987 | 第24屆金馬獎        | 最佳電影插曲     | 泰迪羅賓                                                                 | 提名              |
| 1988 | 第7屆香港電影金像獎 | 最佳電影         |                                                                          | 提名              |
| 1988 | 第7屆香港電影金像獎 | 最佳導演         | 林嶺東                                                                   | 獲獎              |
| 1988 | 第7屆香港電影金像獎 | 最佳編劇         | 沈西城                                                                   | 提名              |
| 1988 | 第7屆香港電影金像獎 | 最佳男主角       | 周潤發                                                                   | 獲獎              |
| 1988 | 第7屆香港電影金像獎 | 最佳男主角       | 李修賢                                                                   | 提名              |
| 1988 | 第7屆香港電影金像獎 | 最佳女配角       | 吳家麗                                                                   | 提名              |
| 1988 | 第7屆香港電影金像獎 | 最佳剪接         | 黃銘林                                                                   | 提名              |
| 1988 | 第7屆香港電影金像獎 | 最佳美術指導     | 陸子峰                                                                   | 提名              |
| 1988 | 第7屆香港電影金像獎 | 最佳音樂         | 泰迪羅賓                                                                 | 提名              |
| 1988 | 第7屆香港電影金像獎 | 最佳電影歌曲     | 〈要爭取快樂〉 主唱：Maria Cordero 作曲：泰迪羅賓 填詞：泰迪羅賓、林敏驄 | 提名              |
| 2005 | 香港電影金像獎協會  | 最佳華語片一百部 |                                                                          | 獲獎 (第五十四名) |

## 外部連結
- 香港影庫上《龍虎風雲》的資料（繁體中文）
- 開眼電影網上《龍虎風雲》的資料（繁體中文）
- 豆瓣电影上《龍虎風雲》的資料 （简体中文）
- 时光网上《龍虎風雲》的資料（简体中文）
- AllMovie上《龍虎風雲》的资料（英文）
- 爛番茄上《龍虎風雲》的資料（英文）
- 互联网电影数据库（IMDb）上《龍虎風雲》的资料（英文）